# Aeroporto Internazionale di Siem Reap-Angkor (2023)
L'Aeroporto Internazionale di Siem Reap-Angkor (IATA: SAI, ICAO: VDSA) è un aeroporto civile internazionale situato nel distretto di Soutr Nikom, Provincia di Siem Reap. Si trova a 18 km a nord-est di Damdek, 40 km a est di Angkor Wat e 50 km a est di Siem Reap. Ha sostituito il vecchio aeroporto internazionale di Siem Reap-Angkor come aeroporto principale della città e funge da aeroporto principale per la provincia e per la Cambogia occidentale. Alla sua apertura è diventato il più grande aeroporto della Cambogia. La costruzione è iniziata nel luglio 2018 e avrebbe dovuto essere completata tra il 2021 e il 2022, ma le restrizioni imposte dalla pandemia di COVID-19 e la carenza di manodopera hanno ritardato il completamento dell'aeroporto. L'aeroporto, inaugurato il 16 ottobre 2023, copre un'area di 700 ettari di terreno ed è servito sia da voli domestici che da voli internazionali.

## Storia
A causa della crescente domanda e del traffico, il precedente aeroporto internazionale di Siem Reap non era in grado di far fronte al futuro, poiché stava già funzionando con la sua capacità limitata di oltre 10 milioni di passeggeri all'anno. Quindi, per gestire il traffico futuro, il governo della Cambogia ha deciso di costruire un nuovo aeroporto sostitutivo per Siem Reap. Il progetto è stato introdotto per la prima volta nel 2010 e una società cinese, Yunnan Investment Holdings Limited, è stata selezionata per costruire l'aeroporto nel dicembre 2016. L'aeroporto è stato costruito in base a un accordo di costruzione, gestione e trasferimento della durata di 55 anni.
Un altro motivo del progetto era affrontare i problemi di inquinamento atmosferico. Si è scoperto che le emissioni del precedente aeroporto, che era molto più vicino al complesso del tempio di Angkor Wat rispetto al nuovo aeroporto, e l'eccessivo inquinamento atmosferico della città nel complesso stavano causando danni al complesso del tempio di Angkor Wat. Se deselezionato, ciò poteva comportare la cancellazione delle incisioni e altri danni all'intero complesso. Alla luce di queste problematiche, una volta aperto l'aeroporto, tutti i voli commerciali sono stati spostati qui dal vecchio aeroporto, chiuso in concomitanza con l'apertura del nuovo aeroporto.

## Caratteristiche
L'aeroporto è stato costruito in tre fasi, per un costo di 1,1 miliardi di dollari e su un'area di 700 ettari. Dispone di un terminal passeggeri con 15 pontili d'imbarco, un terminal merci, una torre di controllo del traffico aereo, una pista in calcestruzzo lunga 3.605 metri con una via di rullaggio parallela. Nella prima fase il terminal potrà gestire 7 milioni di passeggeri all'anno.
La pista dell'aeroporto è inizialmente in grado di ospitare aerei a fusoliera stretta come Boeing 737 e Airbus A320, mentre nella seconda fase la pista sarà ampliata per ospitare aerei a fusoliera larga come Boeing 747, Boeing 777, Boeing 787, Airbus A330 e Airbus A350, e aumenterà la capacità dell'aeroporto fino a 12 milioni di passeggeri all'anno, entro il 2030. La terza fase, il cui completamento è previsto entro il 2050, aumenterà la capacità totale a oltre 20 milioni di passeggeri all'anno. Si prevede che l'aeroporto sarà collegato con una superstrada aeroportuale direttamente dalla città.
I servizi di trasporto via terra sono forniti da minibus fino a 15 posti con un costo di 8 USD a persona per corse condivise e minivan con un massimo di 7 posti con un costo di 40 USD per i trasferimenti privati.